# Бомбардировки Чунцина
Бомбардировки Чунцина (кит. трад. 重慶大轟炸, упр. 重庆大轰炸, пиньинь Chóngqìng dàhōngzhà, палл. Чунцин дахунчжа, яп. 重慶爆撃 Дзю: кэй бакугэки, с 18 февраля 1938 года по 23 августа 1943 года) — проводившиеся по решению японской Императорской ставки авианалёты ВВС Императорской армии Японии и ВВС Императорского флота Японии на Чунцин, бывший с 20 ноября 1937 года временной столицей Китайской республики. Это была первая стратегическая бомбардировка в истории после бомбардировки Германией мирных жителей Герники во время Гражданской войны в Испании в апреле 1937 года.
Общее число налётов оценивается в 5000, тоннаж сброшенных бомб (в основном зажигательных) — в 11500 тонн. Объектами налётов были гражданские объекты: жилые зоны, деловые кварталы, школы, госпитали. Целью бомбардировок было сломить дух китайского правительства и вынудить его пойти на мирные переговоры с Японией. 
Чтобы почтить память жертв бомбардировок, Чунцин ежегодно  5 июня с 1998 года отмечает годовщину бомбардировки . По всему городу звучат сирены противовоздушной обороны, чтобы предупредить людей не забывать историю и дорожить миром.

## Налёты
В 1938 году авиация сухопутных войск производила лишь спорадические налёты на Чунцин. После того, как в октябре 1938 года пал Ухань, японский Центрально-Китайский фронт развернул наступление вверх по долине Янцзы в направлении Чунцина, и авиация перешла к регулярным стратегическим бомбардировкам. С декабря 1938 для бомбардировок стали использоваться в основном зажигательные бомбы. С мая 1939 года бомбардировки стала осуществлять морская авиация: 3-4 мая взлетавшие с аэродромов Уханя самолёты бомбили центр Чунцина зажигательными бомбами, вызвав пожар, бушевавший два дня.  В результате первого налета погибло почти 700 жителей и еще 350 получили ранения. Предрассветная атака 4 мая привела к гораздо большим потерям-более трех тысяч человек погибли, еще почти 2000 получили ранения и около 200 000 остались без крова, взорваны иностранные церкви и посольства Великобритании, Франции и других иностранных государств, не пощадили даже немецкое посольство с нацистским флагом.

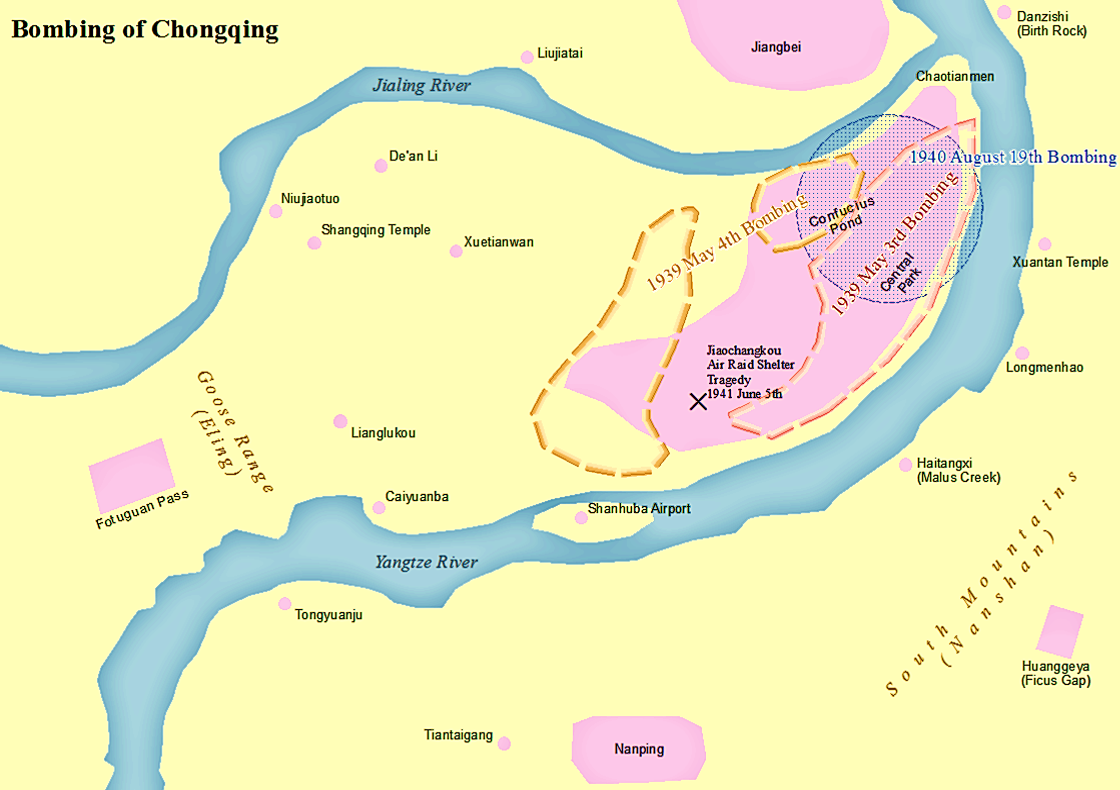
Карта, показывающая бомбардировку Чунцина

Японцы начали предпринимать еще в ночное время бомбардировки Чунцина летом 1939 года в целях сокращения противостояния и потерь от защиты китайских ВВС истребителей, однако китайские летчики начали работать ночных перехватов за Чунцин с некоторым успехом в стрельбе в ночных бомбардировщиков, используя тактику "одинокий волк" ранее развернутых во время битвы за Нанкин двумя годами ранее, и включает в координации с серией ручных наземных прожекторов освещения и отслеживание входящих бомбардировщиков, которые затем могут быть замечены и направлены одиноким летчиком-истребителем. В 1939 году японские самолеты совершили 14 138 боевых бомбардировок и сбросили 60 174 бомбы. По подсчетам китайской стороны,в результате погибли 28 463 человека, 31 156 получили ранения, разрушено 13 871 дома.
В мае 1940 года японская Императорская ставка издала распоряжение, в соответствии с которым армейская и флотская авиация стала выполнять совместные бомбардировки тыловых районов Китайской республики. Армейские самолёты летали с аэродромов, расположенных в провинции Шаньси, флотские самолёты базировались в Ханькоу; всего было совершено порядка 2000 вылетов. На 10, 12 и 16 июня 1940 г. японцы бомбардировали Чунцин с 129, 154 и 114 бомбардировщиков в эти дни. Бомбардировки 19 августа были особенно жестокими: самолёты японского флота совершили около 140 вылетов, разрушив свыше 2000 домов в Чунцине; в истории Японо-китайской войны это событие стало известно как «Большая бомбардировка 19 августа». До конца 1940 года японские самолёты произвели 4333 бомбардировки. 
С начала 1941 года Япония, готовясь к развёртыванию боевых действий на Тихом океане, решила как можно скорее вывести из войны Китай и начала массовые бомбардировки под названием "Операция 102". Ставкой было издано новое распоряжение, и с января по август было совершено ещё свыше 3000 авианалётов. 5 июня Чунцин подвергался непрерывной бомбардировке с вечера до полуночи; около 4 тысяч человек, прятавшихся от бомбёжки в подземных туннелях, погибли от удушья.
С 1941 года Япония сместила центр тяжести боевых действий на Тихий океан, и регулярные налёты армейской и флотской авиации на Чунцин прекратились. После августа 1943 года японская авиация бомбардировок Чунцина не проводила.

## Свидетельства очевидцев
В. И. Чуйков, который был военным советником Чан Кайши в 1940-41 годах, в своих воспоминаниях так описал японские налёты:

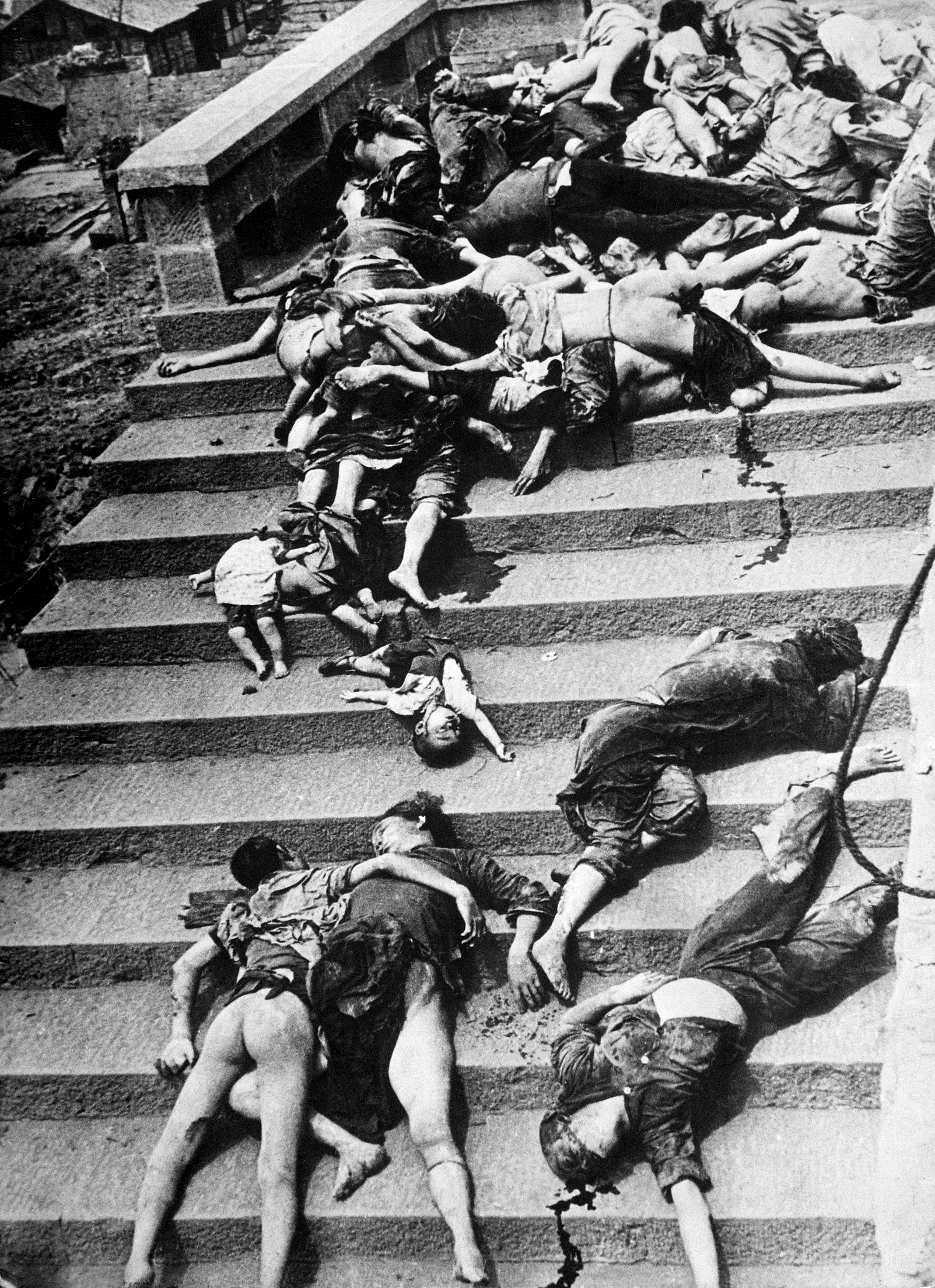
Жертвы паники во время бомбардировки в 1941 году. Автор снимка — Карл Майданс

В 1940—1941 годах японцы очень часто бомбили Чунцин и всегда объявляли, что уничтожают там военные объекты. Но за моё присутствие в Китае в 1941—1942 годах военное министерство и генеральный штаб Китая ни разу не подверглись бомбёжке. Не думаю, чтобы японцы считали эти учреждения невоенными объектами. Тут было что-то другое.

Японские бомбардировки тяжело отражались на жителях Чунцина. Население каждый раз несло материальные убытки: разрушались дома, гибло личное имущество. Больше всего страдали беднота и средние слои населения… Бомбёжки оказывали гнетущее воздействие на моральное состояние людей.

Во время воздушных налётов почти все рабочие и служащие укрывались в крупных бомбоубежищах, а высшая знать на автомашинах выезжала за город. Вся жизнь в городе прекращалась, электростанция спускала из котлов пары, водопровод выключался.

После бомбёжек и особенно после повреждения электроснабжения для всех жителей города наступали трудные дни: прекращались освещение и подача воды. В работу вступали носильщики, которые на коромыслах по два ведра таскали воду, черпая её из Янцзы.

Японцы бомбили город систематически, в различное время суток при благоприятной лётной погоде. Как правило, большинство убежищ не имело вентиляции, света, скамеек. Люди часами простаивали на ногах, не имея возможности сесть. Многие убежища не имели дверей. Разрыв бомбы в непосредственной близости от них влёк за собой человеческие жертвы. Были случаи, когда зажигательные бомбы поджигали находящиеся рядом здания и люди погибали от удушья и сильной жары. Вопиющий случай массовой гибели людей произошёл во время ночного налёта японской авиации 5 июня 1941 года. В убежище тоннельного типа, рассчитанное на 2500 человек, в ту ночь набилось свыше 5000 человек. Убежище не имело ни вентиляции, ни света. Воздушная тревога продолжалась около четырёх часов. Люди вскоре стали задыхаться от недостатка воздуха. Их попытки выйти наружу пресекались дежурившими у входа полицейскими. Когда требования выйти на воздух стали всё более настойчивыми, полицейские заперли дверь на замок и ушли. В результате все находившиеся в убежище люди погибли от удушья. Массовая гибель 5 июня вызвала огромное возмущение населения. Чан Кайши ограничился издевательским приказом о формальном снятии с занимаемых должностей ответственных за состояние убежищ начальника чунцинского гарнизона Лю Ши и мэра города, но одновременно оставил их при исполнении служебных обязанностей.

А вот цитата из японской работы по истории морской авиации во Второй мировой войне:
С середины мая до начала сентября 1940 года бомбардировщики Mitsubishi G3M наносили удары по району Чунцина. С середины 1940 года в районе Ханькоу базировались 130 Mitsubishi G3M в составе 4 авиакорпусов — Каноя, Такао, 12-го и 13-го. Все имеющиеся самолёты были брошены на Чунцин. Они выполнили 168 дневных атак и 14 ночных, совершив 3717 самолёто-вылетов. Это были самые мощные налёты за всю войну в Китае.

## Потери и материальный ущерб
| Время | Количество погибших | Количество раненых | Временной диапазон | Источники данных |
| ----- | ------------------- | ------------------ | ------------------ | ---------------- |
| 1942  | 30136               | 9141               | 1938~1941          | [ 6 ]            |
| 1945  | 15737               | 15737              | 1938~1941          | [ 7 ]            |
| 1986  | 8059                | 9207               | 1938~1941          |                  |
| 1987  | 9218                | 13908              | 1938~1943          | [ 8 ]            |
| 1992  | 9900                | 10233              | 1938~1941          | [ 9 ]            |
| 1994  | 11178               | 12856              | 1938~1941          | [ 10 ]           |
| 2001  | 11889               | 14100              | 1938~1943          | [ 11 ]           |
| 2002  | 11889               | 14100              | 1938~1943          | [ 12 ]           |
| 2002  | 30000               | 30000              | 1938~1943          | [ 13 ]           |
| 2005  | 23600               | 31000              | 1938~1943          | [ 14 ]           |

Что касается ситуации с материальными потерями во время бомбардировки Чунцина, в различных архивных записях и материалах литературных исследований высказываются разные мнения, и существуют различные проблемы, такие как неполная отчетность о прямых потерях, различные типы и дублирование; косвенные потери трудно оценить. Например, количество повреждений домов подсчитано в книге «Противовоздушная оборона Чунцина во время антияпонской войны»: с 1939 по 1941 год японскими бомбардировками было разрушено 9570 зданий; статистика «бомбардировок Чунцина» - 9 250 зданий;  Согласно статистике «Журнала Чунцина», здесь 17 452 зданий; «Всеобщая история Чунцина» показывает, что «17 608 домов были взорваны, и большая часть процветающих городских территория была превращена в руины, а материальные потери неисчислимы».

## Иск против японского правительства
В марте 2006 года 40 китайцев, которые были ранены или потеряли членов семьи во время взрывов, подали в суд на японское правительство, требуя 10 000 000 иен (628 973 юаня) каждый, и попросили извинений. "Подавая иск, мы хотим, чтобы японский народ знал о взрывах в Чунцине", - сказал один из пострадавших.

## В кинематографе
- Воздушный удар (КНР, 2016).